# 地北头镇
地北头镇，是中华人民共和国河北省唐山市遵化市下辖的一个乡镇级行政单位。

## 行政区划
地北头镇下辖以下地区：
地北头村、狼山关村、南新庄子村、义王庄村、东枣林庄村、西枣林庄村、前山屯村、羊田村、羊角峪村、西尹庄子村、鲁家峪村、鲁东峪村、鲁北峪村、鲁西峪村、榛子峪村、井峪村和龙宝峪村。